# Mugnano in Teverina
Mugnano in Teverina, ein ehemaliges Herzogtum der Päpstlichen Staaten, ist seit den 1890er Jahren Ortsteil (Fraktion, italienisch frazione) der italienischen Gemeinde Bomarzo in der Provinz Viterbo in der Nähe des Tibers.

## Geographie und Demographie
Auf einem Ausläufer aus vulkanischem Tuffstein am Tiber gelegen, erhebt sich dieses kleine Wohngebiet auf 133 m s.l.m. und wird von insgesamt etwa 200 Menschen bewohnt, von denen die Mehrheit über sechzig Jahre alt ist.

## Namensgebung
Nach Angaben des Priesters und Archäologen des 19. Jahrhunderts, Luigi Vittori, stammt der Name von der antiken Stadt Meonia, die in der Nähe von Bomarzo durch die Etrusker gegründet wurde. Der Ort selbst sei aber nicht identisch mit Meonia.

## Geschichte

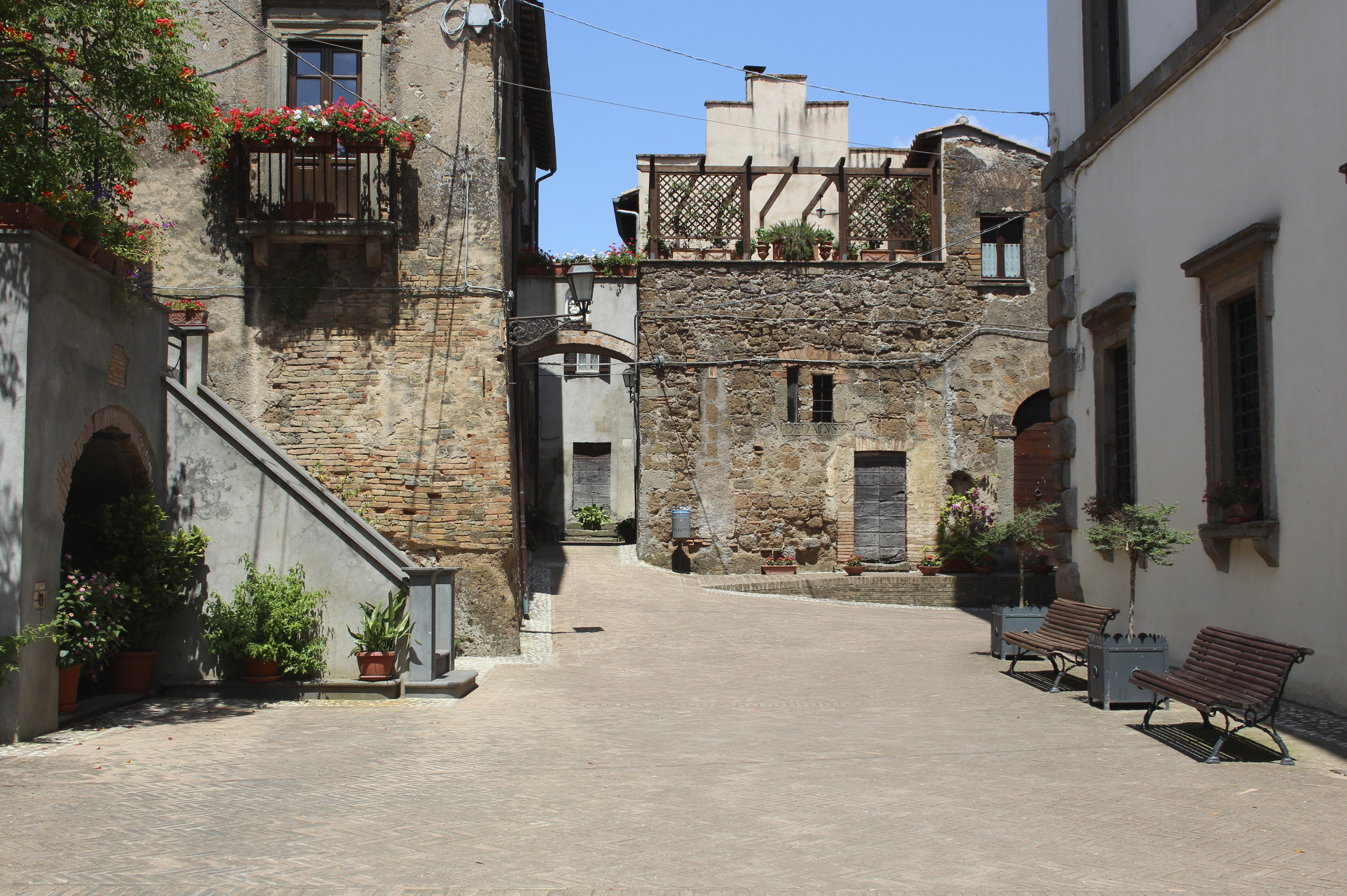
Der Ortskern von Mugnano

In einer etruskischen Nekropole, die bis in die Spätzeit genutzt wurde, befinden sich mindestens zehn etruskische Gräber. Später wurde das Gebiet als römisches Castrum entlang der Via Cassia bewohnt, die Rom mit Florenz verband und von der noch ein Fragment im Inneren des herzoglichen Palastes erhalten ist.
Mugnano liegt an der Grenze zwischen Latium und Umbrien, d. h. an den Grenzen des ehemaligen Kerns des Kirchenstaates. Mugnano könnte 741 zur gleichen Zeit wie Polymartium (Bomarzo) entstanden sein.
Die ersten genauen Informationen über das Dorf stammen aus dem Mittelalter. Die ersten bekannten Herren des Castrums waren die Mugnani, eine bedeutende Welfenfamilie aus Orvieto. Um 1267 ging die Burg in den Besitz der Familie Orsini (eine Familie von Condottieren) über. Der zylindrische Turm der gotischen Architektur stammt wahrscheinlich aus dieser Zeit.
Nach der Wahl Martins V. Colonna zum Papst 1417 wurde das Herzogtum zunächst Eigentum von Antonio Colonna, dann der Familie Farnese. Die Mauern der Burg wurden 1424 fast vollständig abgerissen.
Nach dem Tod des Papstes übernahm die Familie Orsini im Jahr 1432 wieder die Herrschaft über die Region und baute später den bestehenden Palast unter der Leitung von Carlo Orsini um. Die 1587 erfolgte Übernahme des Lehens durch die Apostolische Kammer wurde durch das Aussterben des direkten Zweiges der Orsini begünstigt. Erst 1707 gelangte er wieder in den Besitz der Orsini. Seit der Volksabstimmung vom 2. Oktober 1870 ist es Teil des Königreichs (später der Republik) Italien.

## Architektur

### Die Kirche der Heiligen Vincent und Liberato

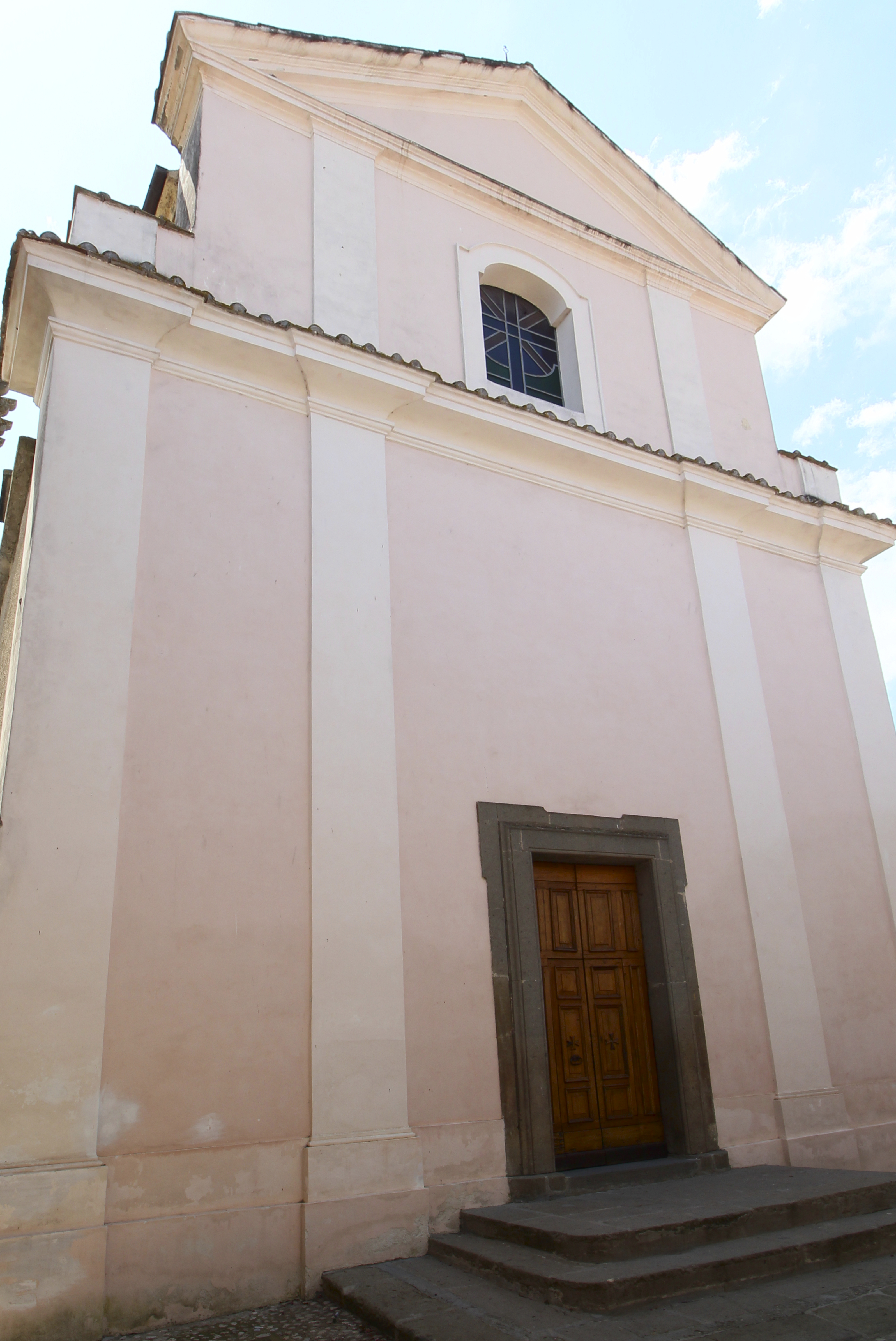
Die Kirche der Heiligen Vincent und Liberato

Erstmals erwähnt wird die Kirche des San Liberato 1522. Die Planungen für den Neubau gehen auf das Jahr 1710 zurück, hier wurden die Architekten Andrea Giusti und Giovanni Sapori mit dem Bau beauftragt. Diese konnten die Kirche allerdings bis 1744 nicht fertig stellen. Geweiht wurde die Kirche nach der Restaurierung der Fassade am 15. Oktober 1848 durch den Bischof von Bagnoregio, Felice Cantimori. Von 2007 bis 2008 wurde die Kirche restauriert.
Das Kirchengebäude der Pfarrei (Bistum Viterbo) und sein Glockenturm, kreisförmig an der quadratischen Basis an der Spitze, ist auf einem der beiden Wachtürme des mittelalterlichen Tores des Castrums (Porta Antica) erbaut. Der spätbarocke Stil dominiert, darunter Trompe l’oeil mittlerer Qualität und gut gemachte bemalte marmorähnliche Murmeln. Neben einem Reliquienschrein von San Liberato befinden sich dort auch Reliquien von vier Päpsten. Es ist der Sitz der einzigen Bruderschaft von Mugnano, die dem Heiligen Liberato geweiht ist, der neben seiner sozialen Rolle auch für die Prozessionen an Feiertagen zuständig ist. Ihre roten Kleider mit blauen Houppelande sind mit einem großen goldenen Medaillon der Heiligenfigur verziert.

### Die Kirche Santa Maria Assunta

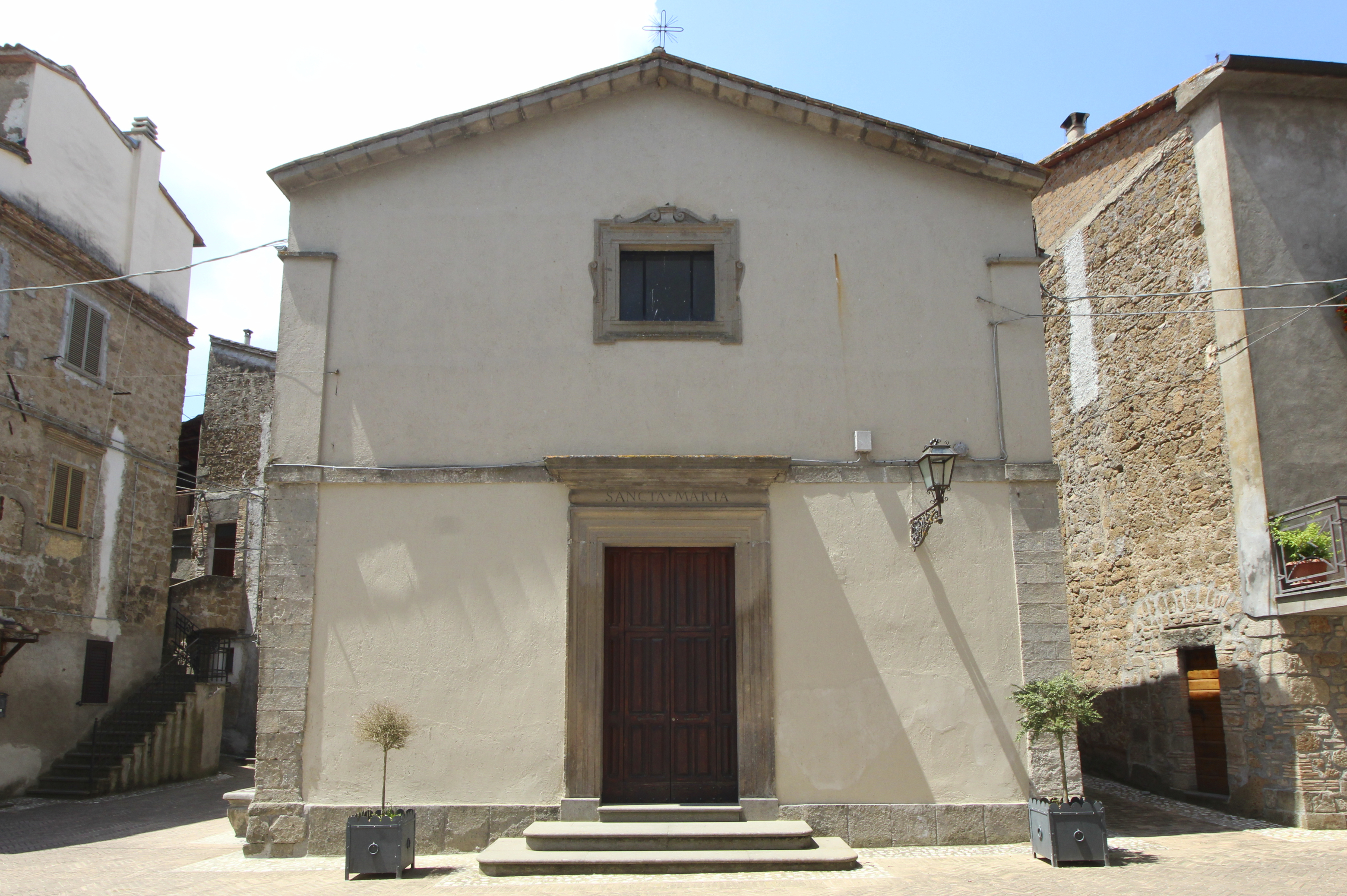
Die Kirche Santa Maria Assunta

Die der Maria Himmelfahrt gewidmete Kirche befindet sich im Ortskern an der Piazza Vittorio Emanuele III gegenüber dem Palazzo Orsini.

### Die Kirche von Santa Lucia
Die Kirche hat einen quadratischen Glockenturm aus vulkanischem Tuffstein, einen zentralen Glockenturm über der Apsis und einige nicht restaurierte Fresken.

### Die Kirche des hl. Rochus
Die Kirche wird nicht von der Pfarrei unterhalten, sondern ist im Besitz der Diözese. Sie beherbergt ein Fresko aus dem 17. Jahrhundert, das von mandelförmigen Fenstern durchbrochen ist, die für die Zeit typisch sind. Sein Verkauf wurde abgelehnt bzw. war 1998 nicht erfolgreich.

### Die Kirche des Friedhofs
Sie wurde Ende der 1990er Jahre durch einen Tornado zerstört und enthielt mittelalterliche Fresken.

### Herzogspalast Palazzo Orsini

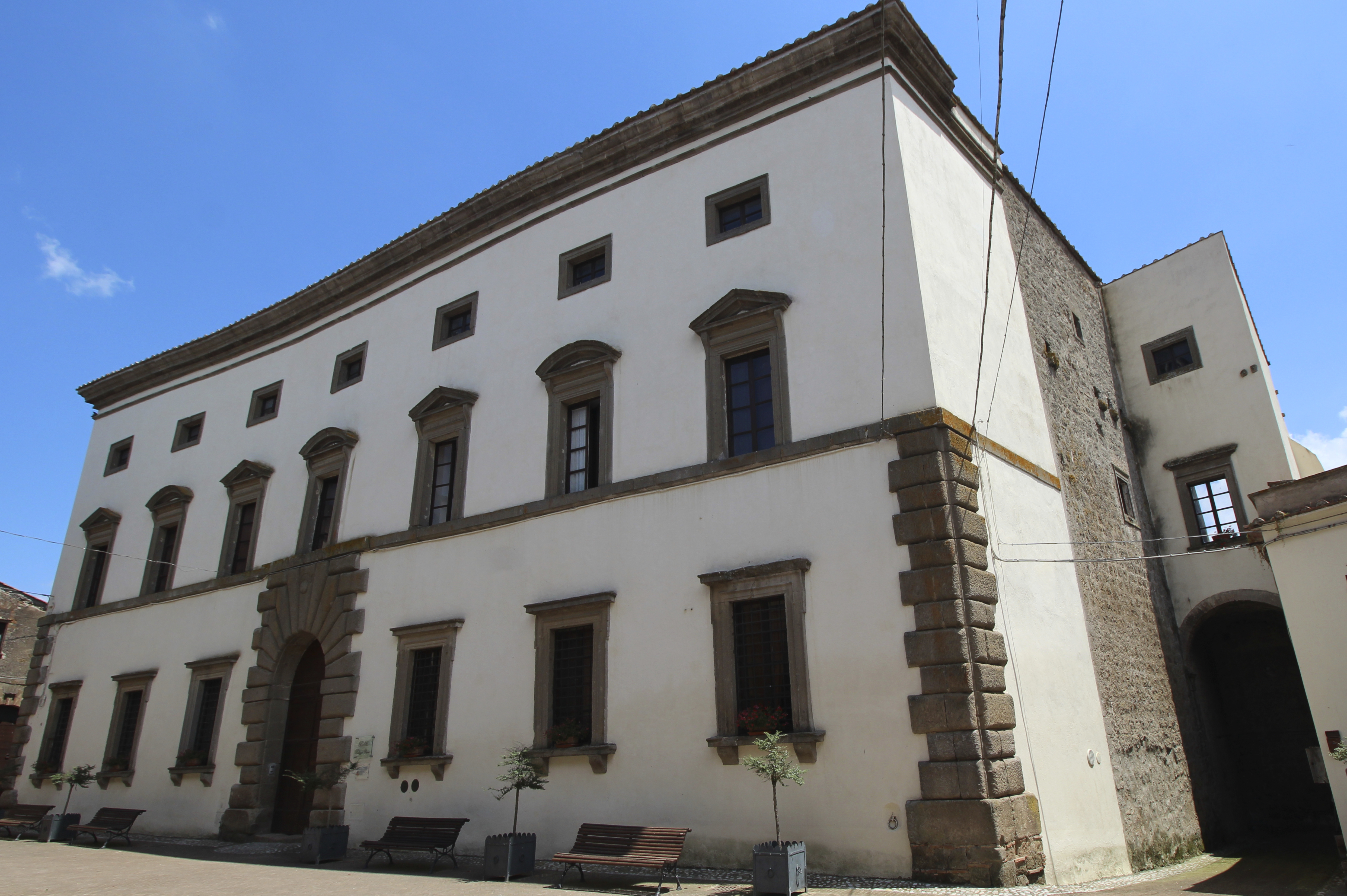
Der Palazzo Orsini

Das Hauptgebäude stammt aus dem 14. Jahrhundert, beinhaltet aber mindestens einen Turm aus dem 12. Jahrhundert, dessen heutiges Aussehen jedoch auf die Baumaßnahme des Herzogs von Mugnano, Carlo Orsini, Anfang des 16. Jahrhunderts zurückzuführen ist. Er ließ die Loggia bauen – möglicherweise von der Peruzzi-Werkstatt. Die Loggia wurde zumindest bis ins 18. Jahrhundert von einem dreieckigen Giebel überragt, der an einen alten Tempel erinnert, wie die Fresken des Herzogspalastes von Bomarzo zeigen. Das Gebäude beherbergte vom 19. bis zur ersten Hälfte des 20. Jahrhunderts eine Tabakfabrik, wird heute für Gästezimmer genutzt und wurde 2010 vollständig restauriert.

### Turm von Mugnano

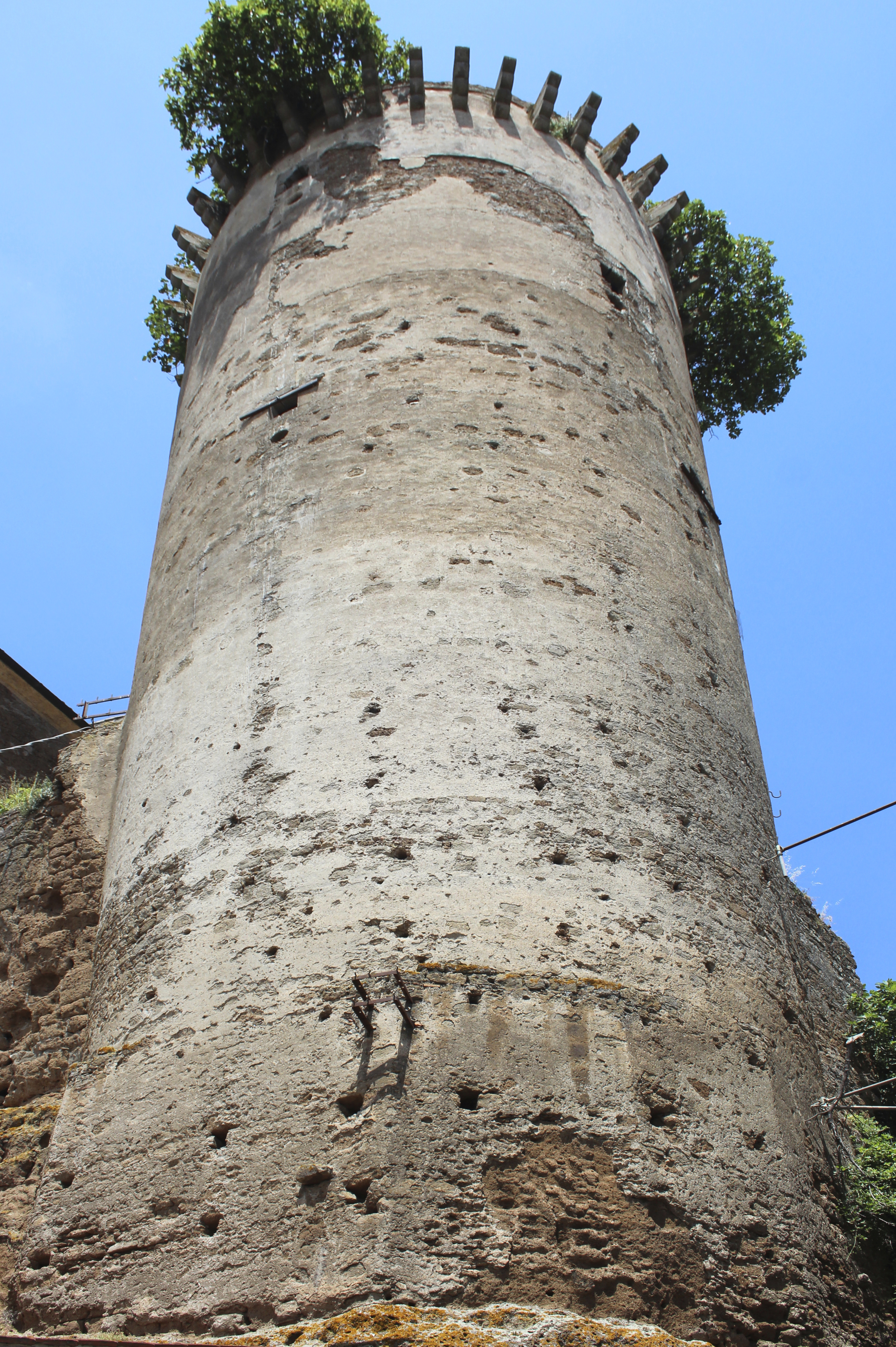
Der Turm der Orsini

Der Bau des von den Orsini im 13. oder 14. Jahrhundert veranlassten hohen zylindrischen Turms, auch Torre Orsini genannt, überragt eine römische Zisterne. Er zeichnet sich durch Schießscharten, ein gotisches trilobales Beobachtungsfenster und einen Kronenstreifen aus. Er kontrollierte den mittelalterlichen Zugang zum Dorf.

### Springbrunnen
Sie stammen aus der Neuzeit oder der Gegenwart und sind in gelbem (siehe oben) oder grauem (Peperino) vulkanischem Tuff geschnitzt.

## Öfen der Domitius-Familie
In der Umgebung von Mugnano waren zwischen dem 1. und 4. Jahrhundert n. Chr. zwei Öfen in Betrieb, die zu einer Fabrik aus Ziegeln und anderen Materialien gehörten und den Fluss Tiber für die Herstellung und den Transport von Produkten nutzten. Aus den beiden Produktionsstätten stammen etwa 200 Siegel des Herstellers, die seine Produktion kennzeichnen. Die Analyse dieser Spuren, die beispielsweise in den Denkmälern des antiken Roms zu finden sind, zeigt, dass die Öfen in den ersten 150 Jahren ihrer Geschichte der mächtigen Senatoren-Familie Domitius gehörten und dann zwischen 155 und 161 n. Chr. dem Marcus Aurelius, einem Nachkommen der Familie. Neben der Herstellung von Baumaterialien waren die Öfen auf die Herstellung von zwei verschiedenen Arten von Behältern spezialisiert. Man fand vor Ort Dolia für den Transport und die Lagerung von Agrar- und Lebensmittelprodukten sowie Mörser.
Dolia und Mörser mit dem Stempel des Namens der Domitii fanden sich im gesamten Mittelmeerraum und in Schottland. Sie wurden hauptsächlich nach Gallien, Hispanien und Nordafrika über Land- und Seerouten exportiert. Auf dem Tiber gelangten die Produkte der Öfen, die auf Booten und Lastkähnen gestapelt waren, nach Rom und von dort aus bis an die Grenzen des Reiches. 

## Der Alzamaggio
Jedes Jahr am 30. April feiert das Dorf ein Fest zu Ehren des Schutzpatrons San Liberato Martire. Um 16.00 Uhr beginnt der Ritus, der zur traditionellen Erhebung einer hohen Pappel in den Farben der Bruderschaft führt, die zuvor am Ende der Messe gesegnet wurde und das Triduum (drei Messen über drei Tage) zu Ehren des Heiligen beendet. Die Erhebung des Baumes ist ein altes Fest heidnischen Ursprungs, das den Versöhnungsritus der Fruchtbarkeit und die Wiedergeburt der Erde feiert. Die Männer des Komitees treffen sich um 16:00 Uhr in den Dorfgärten, dann erreichen sie die Mäander des Tibers auf der Suche nach der schönsten Pappel, die auf den Schultern in den Ort getragen wird. Der spannendste Teil betrifft die Hebung und Verpflanzung des Baumes, die nur von Hand, ohne Rollen, mit Seilen und Leitern auf relativ kleinem Raum vor der Loggia des Herzogspalastes erfolgt. Dieser Baum, der tief vergraben wird, um den Winden zu widerstehen, wird erst im folgenden Jahr ersetzt. Am Abend folgt ein Bürgeressen.